# Verner Järvinen
Venne « Verner » Järvinen (né le 4 mars 1870 à Ruovesi et mort le 31 janvier 1941 à Tampere) est l'athlète finlandais spécialiste du lancer du disque qui remporta la première médaille olympique finlandaise. Affilié au Helsingin Unitas puis au Helsingin Reipas, il mesurait 1,82 m pour 95 kg.

## Biographie
Il a quatre fils dont trois ont participé aux Jeux olympiques, Akilles qui était décathlonien, Kalle qui était lanceur de poids et Matti qui pratiquait le lancer du javelot et fut champion olympique ainsi que détenteur du record du monde.

### Palmarès
| Date | Compétition                   | Lieu    | Résultat | Disque  | Performance |
| ---- | ----------------------------- | ------- | -------- | ------- | ----------- |
| 1906 | Jeux olympiques intercalaires | Athènes | 3e       | Normal  | 36,820 m    |
| 1906 | Jeux olympiques intercalaires | Athènes | 1er      | Grec    | 35,170 m    |
| 1906 | Jeux olympiques intercalaires | Athènes | 5e       | Javelot | 44,250 m    |
| 1908 | Jeux olympiques d'été         | Londres | 4e       | Normal  | 39,43 m     |
| 1908 | Jeux olympiques d'été         | Londres | 3e       | Grec    | 36,48 m     |

### Records
| Épreuve           | Performance | Lieu    | Date |
| ----------------- | ----------- | ------- | ---- |
| Lancer du poids   | 13,93 m     |         | 1903 |
| Lancer du disque  | 44,84 m     |         | 1909 |
| Lancer du javelot | 44,250 m    | Athènes | 1906 |